# Igoudar Mnabha
Igoudar Mnabha (franska: Igoudar Mnabha (CR), Igoudar Mnabha (Commune Rurale), arabiska: اكلي) är en kommun i Marocko.   Den ligger i provinsen Taroudannt och regionen Souss-Massa, i den centrala delen av landet, 400 km söder om huvudstaden Rabat. Antalet invånare är 8 224.